# Ogarevka
Ogarevka (en rus: Огаревка) és un poble de l'óblast de Saràtov, a Rússia, segons el cens del 2010 tenia 29 habitants. Pertany al districte municipal de Volsk.